# Jacmel (Santa Lucía)
Jacmel es una localidad de Santa Lucía, que forma parte del distrito de Anse La Raye.